# Moreno Argentin
Pour les articles homonymes, voir Argentin.
Moreno Argentin (né le 17 décembre 1960 à San Donà di Piave, dans la province de Venise en Vénétie) est un coureur cycliste italien, professionnel de 1980 à 1994. Il compte 86 victoires professionnelles. Surnommé « Il Maestro » pour sa maîtrise de la course, Moreno Argentin se classe troisième du Milan-San Remo 1982 à 21 ans puis deux ans plus tard troisième du Tour d'Italie.
Il devient le plus titré sur les classiques ardennaises après Eddy Merckx avec quatre victoires à Liège-Bastogne-Liège et trois à la Flèche wallonne. Champion du monde en 1986 devant Charly Mottet, il est la bête noire de Claude Criquielion à Liège-Bastogne-Liège où il le bat trois fois. Il gagne également le Tour de Lombardie et le Tour des Flandres. Fidèle à la Gewiss malgré un intermède chez Ariostea, il remporte trois étapes du Tour de France dont un contre-la-montre par équipe.

## Biographie

### Les débuts
Moreno Argentin se signale en 1977 et 1978 en remportant, sur piste, le championnat d'Italie de poursuite par équipes juniors. En 1978, sur route, il devient également champion d'Italie du contre-la-montre par équipes juniors. En 1979, il gagne avec Maurizio Bidinost et Pierangelo Biancoletto le championnat d'Italie de poursuite par équipes amateurs, titre qu'il conserve en 1980. Cette même année, sur route, il s'adjuge le Tour de Lombardie amateurs et prend la deuxième place de la Flèche du Sud.

### Carrière professionnelle
En 1980, à 19 ans, Argentin signe son premier contrat professionnel avec l'équipe italienne Mobili San Giacomo au mois d'octobre. L'année suivante, il rejoint l'équipe Sammontana où il obtient ses plus grands succès, en particulier dans les classiques d'un jour. De 1985 à 1987, il collectionne les médailles lors des championnats du monde, devenant champion du monde en 1986. Entre 1985 et 1987, il remporte trois années de suite Liège-Bastogne-Liège.
Plutôt considéré comme un puncheur avec une bonne pointe de vitesse, Moreno Argentin a bien moins de succès sur les grands tours. Durant sa carrière, il compte treize victoires étapes sur le Tour d'Italie (Giro). Il participe à neuf reprises à la course entre 1981 et 1994. Il obtient son meilleur résultat en 1984 avec la troisième place du général derrière Francesco Moser et Laurent Fignon. Au Tour d'Italie 1993, il s'adjuge deux étapes. Après avoir remporté la première étape et porté le maillot rose pendant dix jours, il est joue un rôle essentiel auprès de son coéquipier Piotr Ugrumov. Celui-ci, grâce au travail d'Argentin termine deuxième du Giro et met sérieusement en difficulté Miguel Indurain dans l'étape d'Oropa.

En conflit avec la presse italienne, il boycotte la course en 1988, 1990 et 1991. Il participe également à trois Tours de France entre 1990 et 1992 avec deux victoires d'étapes et une 59e place finale en 1991 comme meilleur résultat. 
Bien qu'il participe à sept reprises à Milan-San Remo - la principale classique disputée sur le sol italien - il n'a jamais pu remporter la course. Il termine troisième en 1982 et quatrième en 1990. Mais c'est surtout en 1992 qu'il échoue dans sa quête de succès. Favori de la course, il a remporté les deux dernières saisons : deux Flèches wallonne (1990 et 1991), le Tour des Flandres 1990 et Liège-Bastogne-Liège 1991 et il sort d'un Tirreno-Adriatico réussi avec trois victoires d'étapes. Il attaque dans le Poggio di San Remo et s'isole en tête, la victoire lui semble promise. Cependant, trop prudent, il est rattrapé dans la descente et battu au sprint par l'Irlandais Sean Kelly.
En 1994, il est membre de la controversée équipe Gewiss qui enchaîne les succès prestigieux. Il remporte une troisième fois la Flèche wallonne, le podium est 100 % Gewiss : Argentin devance Giorgio Furlan et Evgueni Berzin. Cette performance est considérée comme le sommet du dopage lors des années EPO,. En effet, les trois coureurs sont partis ensemble à 72 kilomètres de l'arrivée, lors de l'ascension du Mur de Huy pour ne plus jamais être rejoints. Parmi ses autres places d'honneur, il prend la deuxième place de Paris-Tours (1985), du Tour de Lombardie (1981) et de la Flèche Wallonne (1985 et 1988). Lors du Tour d'Italie 1994, qu'il termine 14e, il remporte la deuxième étape et porte le maillot rose deux jours. C'est son coéquipier Evgueni Berzin qui s'impose.

### L'après carrière
En juin 1994, après le Giro, Argentin, qui n'a jamais caché sa relation avec le sulfureux médecin du sport Michele Ferrari annonce sa retraite. Depuis la fin des années 1980, il vit dans une résidence à Monaco. Il devient associé d'une grande scierie et d'une entreprise de construction de logements sociaux dans le nord-est de l'Italie.
Dans une interview avec le journal de sport, la Gazzetta dello Sport, à l'occasion de son 50e anniversaire, il critique le cyclisme d'aujourd'hui. Pour lui, les « coureurs sont trop gentils et sans aucun caractère. La politique de l'Union cycliste internationale (UCI) consiste seulement à transformer notre sport en un business ». Il considère que « La piste est morte et enterrée et que la route suit la même voie ».
En octobre 2016, il est condamné à 310 000 euros d'amende et à un an de prison avec sursis dans une affaire de fraude immobilière.

## Palmarès sur route

### Palmarès amateur
- 1978
  -  Champion d'Italie du contre-la-montre par équipes juniors
  - Trofeo Emilio Paganessi
- 1979
  - Prologue (contre-la-montre par équipes) et 4e étape du Tour de la Vallée d'Aoste
  - Tour de Lombardie amateurs
  - 4e et 5e étapes de la Semaine internationale de la Brianza
  - 2e de la Flèche du Sud
- 1980
  -  Champion d'Italie militaires sur route
  - Coppa Caduti di Puglia
  - Gran Premio Agostano
  - Giro delle Valli Aretine
  - 3e étape du Baby Giro
  - Trophée Alberto Triverio
  - Prologue du Tour de la Vallée d'Aoste (contre-la-montre par équipes)
  - 2e de la Coppa San Geo

### Palmarès professionnel
| - 1981 - 8e et 12e étapes du Tour d'Italie - Grand Prix de l'industrie et du commerce de Prato - 2e du Tour de Lombardie - 1982 - Grand Prix de l'industrie et du commerce de Prato - 9e étape du Tour d'Italie - 3e étape du Tour de Suisse - Trophée Matteotti - Tour de Romagne - 3e de Milan-San Remo - 1983 - Champion d'Italie sur route - 3e étape du Tour de Sardaigne - 2e et 3e étapes de Tirreno-Adriatico - 7e et 21e étapes du Tour d'Italie - Grand Prix de la ville de Camaiore - Coppa Sabatini - 2e du GP Montelupo - 3e du Trophée Matteotti - 1984 - Semaine cycliste internationale : - Classement général - 2e étape - 4e étape du Tour des Pouilles - 3e et 5e étapes du Tour d'Italie - 3e étape de la Ruota d'Oro - Tour de Vénétie - 3e du Tour d'Italie - 1985 - 1re étape de Tirreno-Adriatico - Liège-Bastogne-Liège - Prologue du Tour de Romandie - Classement général du Tour du Danemark - 2e du Tour de Campanie - 2e de la Flèche wallonne - 2e de la Coppa Bernocchi - 2e de Créteil-Chaville - Médaillé de bronze du championnat du monde sur route - 1986 - Champion du monde sur route - 12e étape de la Coors Classic - 2e étape de la Semaine cycliste internationale - Liège-Bastogne-Liège - 2e du Grand Prix de l'industrie et du commerce de Prato - 2e de la Semaine cycliste internationale - 3e du Tour de la province de Reggio de Calabre - 4e du Rund um den Henninger Turm - 7e de la Coors Classic - 1987 - 1re étape du Tour d'Andalousie - 3e étape de la Semaine cycliste internationale - 2e et 4e étapes de Tirreno-Adriatico - Liège-Bastogne-Liège - 2e, 4e et 7e étapes du Tour d'Italie - 19e étape de la Coors Classic - Tour de Lombardie - Médaillé d'argent du championnat du monde sur route - 2e du Tour d'Émilie - 7e de Créteil-Chaville - 10e de la Flèche wallonne | - 1988 - 1re étape du Critérium international - Tour de la province de Reggio de Calabre - Tour de Vénétie - 2e de la Flèche wallonne - 2e du Grand Prix de l'industrie et du commerce de Prato - 1989 - Champion d'Italie sur route (Tour des Apennins) - 5e étape de la Semaine cycliste internationale - 4e étape de la Bicyclette basque - 1990 - Tour des Flandres - Flèche wallonne - 9e étape du Tour de Suisse - 3e étape du Tour de France - Coppa Sabatini - 4e de Milan-San Remo - 6e de Liège-Bastogne-Liège - 8e de Paris-Nice - 1991 - Flèche wallonne - Liège-Bastogne-Liège - 2e (contre-la-montre par équipes) et 15e étapes du Tour de France - 3e épreuve du Trittico Premondiale - 1992 - Semaine cycliste internationale : - Classement général - 4e et 6e étapes - 5e, 6e et 7e étapes de Tirreno-Adriatico - 2e de Milan-San Remo - 9e de la Flèche wallonne - 1993 - 6e étape du Tour méditerranéen - 1rea et 13e étapes du Tour d'Italie - 3e du Tour du Frioul - 5e de Liège-Bastogne-Liège - 6e du Tour d'Italie - 1994 - Flèche wallonne - Tour du Trentin : - Classement général - 2e étape - 2e étape du Tour d'Italie |  |

### Résultats sur les grands tours

#### Tour de France
3 participations
- 1990 : non-partant (6e étape), vainqueur de la 3e étape
- 1991 : 59e, vainqueur des 2e (contre-la-montre par équipes) et 15e étapes
- 1992 : abandon (8e étape)

#### Tour d'Italie
9 participations
- 1981 : 43e, vainqueur des 8e et 12e étapes
- 1982 : 38e, vainqueur de la 9e étape
- 1983 : 45e, vainqueur des 7e et 21e étapes
- 1984 : 3e, vainqueur des 3e et 5e étapes
- 1985 : non-partant (4e étape)
- 1987 : 31e, vainqueur des 2e, 4e et 7e étapes
- 1989 : 15e
- 1993 : 6e, vainqueur des 1rea et 13e étapes,  maillot rose pendant dix jours
- 1994 : 14e, vainqueur de la 2e étape,  maillot rose pendant deux jours

#### Tour d'Espagne
1 participation
- 1987 : non-partant (15e étape)

## Palmarès sur piste

### Championnats d'Italie
- 1977
  -  Champion d'Italie de poursuite par équipes juniors
- 1978
  -  Champion d'Italie de poursuite par équipes juniors
- 1979
  -  Champion d'Italie de poursuite par équipes amateurs (avec Maurizio Bidinost, Pierangelo Bincoletto et Raniero Gradi)
- 1980
  -  Champion d'Italie de poursuite par équipes amateurs

### Six jours
- 1983
  - 2e des Six Jours de Milan
- 1987
  - Six Jours de Bassano del Grappa (avec Anthony Doyle et Roman Hermann)

## Distinctions et récompenses
- Mémorial Gastone Nencini (révélation italienne de l'année) : 1980
- Giglio d'Oro (coureur italien de l'année) : 1987

En 2002, Moreno Argentin fait partie des coureurs retenus dans le Hall of Fame de l'Union cycliste internationale.